# ريكو شتريدر
ريكو شتريدر (بالألمانية: Rico Strieder) (6 يوليو 1992 بداخاو في ألمانيا - ) هو لاعب كرة قدم ألماني في مركز الوسط. لعب مع بايرن ميونخ الثاني وبايرن ميونخ ونادي أوترخت.

## وصلات خارجية
- ريكو شتريدر على موقع قاعدة بيانات كرة القدم.إي يو (الإنجليزية)
- ريكو شتريدر على موقع Soccerway.com (الإنجليزية)
- ريكو شتريدر على موقع عالم كرة القدم.نت (الإنجليزية)